# 2022년 동계 올림픽
2022년 동계 올림픽(영어: 2022 Winter Olympics, XXIV Olympic Winter Games, 중국어 간체자: 2022年冬季奥林匹克运动会, 정체자: 2022年冬季奧林匹克運動會)은 2022년 2월 4일부터 2월 20일까지 중화인민공화국 베이징에서 열린 동계 올림픽이다.
입후보 도시가 아시아 지역 밖에 없었으므로 2018년 동계 올림픽과 2020년 하계 올림픽에 이어 3연속으로 동북아시아에서 개최되었다. 또한 중국은 동계 올림픽 개최국으로서 아시아에서 4번째, 동아시아 국가들 중에서 일본, 대한민국에 이어 3번째로 동계 올림픽을 개최하는 국가가 되었다. 베이징은 2008년 하계 올림픽을 개최했으므로 올림픽 역사상 처음으로 하계 올림픽과 동계 올림픽을 모두 개최한 도시(중국어: 双奥之城, 영어: Dual Olympic City)가 되었다. 또한 노르웨이 오슬로에서 열렸던 1952년 동계 올림픽 이후 70년만에 두 번째로 수도에서 열린 동계 올림픽이다.

## 개최지 선정
개최지 투표는 2015년 7월 31일 오후 5시(현지 시각)에 말레이시아 쿠알라룸푸르에서 열린 제128차 국제 올림픽 위원회 총회에서 진행되었다. 해당 투표에서 중국의 베이징이 카자흐스탄의 알마티를 불과 4표 차이로 이기고 개최지로 선정되었다. 이로써 베이징은 사상최초로 하계 올림픽과 동계 올림픽을 모두 개최한 도시가 되었다.
| “ | 국제올림픽위원회는 2022년 동계올림픽 개최지로 '베이징'을 발표해서 영광입니다. | ” |
|   | — 토마스 바흐, 제128차 IOC총회                                                |   |

| 개최지 투표 결과 |            |      |
| 후보 도시        | NOC        | 투표 |
| 베이징           | 중국       | 44   |
| 알마티           | 카자흐스탄 | 40   |

## 개최 도시

### 최종 개최 도시
- 중화인민공화국
  - 베이징

### 최종 후보 도시
- 중화인민공화국
  - 베이징

- 카자흐스탄
  - 알마티

### 입후보를 철회한 도시
- 스웨덴 - 스톡홀름 (2014년 1월 17일 재정 문제와 지지율 부족으로 인해 입후보를 철회했다.[2])
- 폴란드 - 크라쿠프 (2014년 5월 25일 재정 문제와 지지율 부족으로 입후보를 철회했다.)
- 우크라이나 - 르비우 (2014년 6월 30일 유로마이단과 관련된 불안한 국내 정세로 인해 입후보를 철회했다.)
- 노르웨이 - 오슬로 (2014년 10월 1일 재정 문제와 지지율 부족으로 인해 입후보를 철회했다.)

### 입후보를 포기한 도시
- 보스니아 헤르체고비나 - 사라예보
- 독일 - 뮌헨
- 프랑스 - 니스
- 루마니아 - 브라쇼브/프라호바 계곡
- 칠레 - 산티아고
- 스위스 - 장크트모리츠/다보스, 루체른/센트랄 스위스
- 오스트리아/ 이탈리아 - 유로주 티롤 - 남 티롤 - 트렌티노
- 캐나다 - 퀘벡
- 뉴질랜드 - 퀸스타운 - 크라이스트처치
- 스페인 - 바르셀로나, 사라고사
- 스웨덴 - 외스테르순드
- 미국 - 덴버, 리노 - 타호호, 솔트레이크시티, 2002년 동계올림픽보즈먼
- 핀란드 - 타흐코, 쿠오피오, 헬싱키

## 경기 시설

2022년 동계 올림픽 개최 장소

아래는 구역별로 분류해놓은 경기 시설 목록이다.

### 베이징 지구
- 베이징 국가체육장 (의식, 시상)
- 베이징 국가수영센터
- 베이징 국립 실내경기장
- 베이징 우커쑹 스포츠센터
- 베이징 국가 스피드 스케이팅 체육장
- 베이징 수도 체육관
- 빅 에어 쇼우강

### 옌칭 지구
- 옌칭 국립 슬라이딩 센터
- 옌칭 국립 알파인 스키 센터
- 옌칭 메달 플라자 (시상)

### 장자커우 지구
- 장자커우 국립 바이애슬론 센터
- 장자커우 국립 스키점프 센터
- 장자커우 국립 크로스컨트리 센터
- 겐팅 스노파크
- 장자커우 메달 플라자 (시상)

### 선수촌 및 미디어촌
- 베이징 동계 올림픽 선수촌
- 옌칭 올림픽 선수촌
- 장자커우 올림픽 선수촌
- 중국 국립 컨벤션 센터
- 옌칭 미디어 프레스 센터
- 장자커우 겐팅 호텔 미디어 센터

## 참가국
세계 반도핑 기구(WADA)는 2019년 12월 9일에 공개된 공식 성명을 통해 러시아 반도핑 기구(RUSADA)가 조작된 실험실 데이터를 조사관에게 넘겨준 사실을 확인하고 러시아에 대해 4년 동안 주요 스포츠 행사 참가를 금지하는 결정을 채택했다. 세계 반도핑 기구는 러시아 출신 선수들이 2020년 하계 올림픽 출전을 희망할 경우에는 2018년 동계 올림픽에 참가한 러시아 출신 선수단(Olympic Athlete from Russia, OAR)과 마찬가지로 중립 선수 명의로만 참가할 수 있다는 입장을 국제 올림픽 위원회(IOC)에 전달했다.
러시아는 세계 반도핑 기구의 결정에 불복해 스포츠 중재 재판소(CAS)에 항소를 제기했다. 스포츠 중재 재판소는 2020년 12월 17일에 세계 반도핑 기구가 러시아에 부과한 징계를 줄이라는 판결을 내렸다. 이에 따라 러시아는 올림픽을 비롯한 각종 국제 대회에 참가하는 것이 허용되었다. 대신 2년 동안에 걸쳐 "중립 선수" 또는 "중립 팀"으로 참가해야 하며 러시아라는 국명, 국기, 국가를 사용할 수 없다. 이러한 결정은 선수단 유니폼에 '러시아'라는 국명을 표시하고 러시아의 국기 색상이 들어간 유니폼 디자인을 사용할 수 있도록 허용하지만 이름은 '중립 선수/팀'과 똑같이 우위를 점해야 한다. 또한 러시아 출신 선수단은 중립 선수단을 의미하는 기를 사용해야 한다.
국제 올림픽 위원회(IOC)는 2021년 2월 19일에 공개된 공식 성명에서 러시아가 러시아 올림픽 위원회를 뜻하는 약자인 "ROC"로 참가한다고 밝혔지만 위원회의 이름 자체는 대표단을 가리키는 데에 사용될 수 없었다. 이에 따라 러시아는 러시아 올림픽 위원회의 기를 사용했다. 또한 "중립 선수"라는 용어가 추가될 경우에는 "러시아"라는 단어가 새겨진 팀 유니폼을 사용할 수 있다. 2021년 4월 22일에는 러시아 올림픽 위원회가 시상식에서 표트르 차이콥스키의 《피아노 협주곡 1번》을 러시아의 국가를 대신해서 사용하겠다는 계획을 국제 올림픽 위원회(IOC)로부터 승인받았다. 러시아 올림픽 위원회는 원래 러시아의 민요인 《카튜샤》를 사용하기를 원했으나 스포츠 중재 재판소(CAS)가 러시아와 관련된 노래는 사용할 수 없다고 유권 해석을 내림에 따라 계획을 변경했다.
국제 올림픽 위원회(IOC)는 2021년 9월 8일에 공개된 공식 성명을 통해 코로나19 범유행 상황을 이유로 2020년 도쿄 하계 올림픽에 일방적으로 불참하여 올림픽 헌장을 위반한 조선민주주의인민공화국 올림픽 위원회에 대한 징계 차원에서 2022년 말까지 활동 자격을 정지하고 재정적인 지원을 금지하는 결정을 내렸다. 이에 따라 조선민주주의인민공화국 출신 선수들은 2022년 베이징 동계 올림픽에서 국가 자격으로 참가하는 것이 금지되었고 중립 선수 자격으로만 참가가 가능했다. 그러나 조선민주주의인민공화국 체육성과 올림픽 위원회는 2022년 1월 7일에 2022년 베이징 동계 올림픽 조직위원회, 중국 올림픽 위원회, 중국 국가체육총국에 보낸 편지를 통해 "적대 세력들의 책동과 세계적인 전염병(코로나19) 대유행으로 인해 2022년 베이징 동계 올림픽에 참가할 수 없게 되었다."고 밝혔다. 또한 조선민주주의인민공화국 올림픽 위원회는 "성대하고 훌륭한 올림픽을 개최하기 위한 중국의 동지들의 모든 사업을 지지한다. 미국과 추종 세력들은 올림픽의 성과적 개최를 방해하려고 반중국 음모 책동을 꾸미고 있지만 이는 올림픽 헌장 정신에 대한 모독이자 중국의 국제적 영상(이미지)에 먹칠하려는 행위이다. 우리는 이러한 행동을 단호히 반대하고 배격한다."고 밝혔다.
2022년 동계 올림픽에서는 총 91개국이 참가했다. 아이티, 사우디아라비아 2개국이 처음으로 동계 올림픽에 참가했다. 케냐는 원래 선수 1명이 출전 자격을 획득했으나 나중에 참가를 철회했다.

참가국 (출전 경력 있음)
참가국 (출전 경력 없음)
개최 도시 (베이징)
불참국

선수단 규모

| 참가국 목록 |
| --- |
| - 알바니아 (1) - 아메리칸사모아 (1) - 안도라 (5) - 아르헨티나 (6) - 아르메니아 (6) - 오스트레일리아 (44) - 오스트리아 (106) - 아제르바이잔 (2) - 벨라루스 (29) - 벨기에 (19) - 볼리비아 (2) - 보스니아 헤르체고비나 (6) - 브라질 (10) - 불가리아 (16) - 캐나다 (215) - 칠레 (4) - 중화인민공화국 (170) (개최국) - 콜롬비아 (3) - 크로아티아 (11) - 키프로스 (1) - 체코 (113) - 덴마크 (62) - 에콰도르 (1) - 에리트레아 (1) - 에스토니아 (26) - 핀란드 (95) - 프랑스 (86) - 조지아 (9) - 독일 (148) - 가나 (1) - 영국 (50) - 그리스 (5) - 아이티 (1) - 홍콩 (3) - 헝가리 (14) - 아이슬란드 (5) - 인도 (1) - 이란 (3) - 아일랜드 (6) - 이스라엘 (6) - 이탈리아 (118) - 자메이카 (6) - 일본 (124) - 카자흐스탄 (34) - 코소보 (2) - 키르기스스탄 (1) - 라트비아 (57) - 레바논 (3) - 리히텐슈타인 (2) - 리투아니아 (13) - 룩셈부르크 (2) - 마다가스카르 (2) - 말레이시아 (2) - 몰타 (1) - 멕시코 (4) - 몰도바 (5) - 모나코 (3) - 몽골 (2) - 몬테네그로 (3) - 모로코 (1) - 네덜란드 (42) - 뉴질랜드 (15) - 나이지리아 (1) - 북마케도니아 (3) - 노르웨이 (83) - 파키스탄 (1) - 페루 (1) - 필리핀 (1) - 폴란드 (57) - 포르투갈 (3) - 푸에르토리코 (2) - 러시아 올림픽 위원회 (212) - 루마니아 (21) - 산마리노 (2) - 사우디아라비아 (1) - 세르비아 (2) - 슬로바키아 (50) - 슬로베니아 (43) - 대한민국 (63) - 스페인 (14) - 스웨덴 (116) - 스위스 (168) - 중화 타이베이 (4) - 태국 (4) - 동티모르 (1) - 트리니다드 토바고 (2) - 튀르키예 (7) - 우크라이나 (43) - 미국 (222) - 우즈베키스탄 (1) - 미국령 버진아일랜드 (1) |

| 지난 대회에는 참가했지만 이번 대회에서 불참한 국가                                    | 지난 대회에는 불참했지만 이번 대회에서 참가한 국가                                          |
| ------------------------------------------------------------------------------------- | ------------------------------------------------------------------------------------------- |
| - 버뮤다 - 케냐 - 조선민주주의인민공화국 - 싱가포르 - 남아프리카 공화국 - 토고 - 통가 | - 아메리칸사모아 - 아이티 - 페루 - 사우디아라비아 - 트리니다드 토바고 - 미국령 버진아일랜드 |

## 개최 종목
2022년 동계 올림픽에서는 15개 종목, 109개 세부 종목이 실시됐다. 괄호 안의 숫자는 금메달 수를 의미한다.
국제 올림픽 위원회(IOC)는 2018년 7월 18일 스위스 로잔에서 열린 집행위원회에서 봅슬레이 여자 1인승, 프리스타일스키 남자 빅에어, 프리스타일스키 여자 빅에어, 프리스타일스키 에어리얼 혼성 단체전, 쇼트트랙 혼성 계주, 스키점프 혼성 단체전, 스노보드 스노보드 크로스 혼성 단체전이 2022년 동계 올림픽의 신규 세부 종목으로 채택되었다고 밝혔다.
| - 노르딕 복합 (3) - 루지 (4) - 바이애슬론 (11) - 봅슬레이 (4) - 쇼트트랙 (9) | - 스노보드 (11) - 스켈레톤 (2) - 스키점프 (5) - 스피드스케이팅 (14) - 아이스하키 (2) | - 알파인 스키 (11) - 컬링 (3) - 크로스컨트리 스키 (12) - 프리스타일 스키 (13) - 피겨스케이팅 (5) |

## 경기 일정
|  | 개회식 |  | 예선경기 | 1 | 결선 경기 (금메달 수) |  | 갈라 쇼 |  | 폐회식 |

| 2022년 2월     | 2022년 2월     | 2 | 3 | 4 | 5 | 6  | 7  | 8  | 9  | 10 | 11 | 12 | 13 | 14 | 15 | 16 | 17 | 18 | 19  | 20  | 종목별 메달 수 |
| -------------- | -------------- | - | - | - | - | -- | -- | -- | -- | -- | -- | -- | -- | -- | -- | -- | -- | -- | --- | --- | -------------- |
| 개/폐회식      | 개/폐회식      |   |   |   |   |    |    |    |    |    |    |    |    |    |    |    |    |    |     |     | 빈칸           |
| 노르딕복합     | 노르딕복합     |   |   |   |   |    |    |    | 1  |    |    |    |    |    | 1  |    | 1  |    |     |     | 3              |
| 루지           | 루지           |   |   |   |   | 1  |    | 1  | 1  | 1  |    |    |    |    |    |    |    |    |     |     | 4              |
| 바이애슬론     | 바이애슬론     |   |   |   | 1 |    | 1  | 1  |    |    | 1  | 1  | 2  |    | 1  | 1  |    | 1  | 1   |     | 11             |
| 봅슬레이       | 봅슬레이       |   |   |   |   |    |    |    |    |    |    |    |    | 1  | 1  |    |    |    | 1   | 1   | 4              |
| 쇼트트랙       | 쇼트트랙       |   |   |   | 1 |    | 2  |    | 1  |    | 1  |    | 2  |    |    | 2  |    |    |     |     | 9              |
| 스노보드       | 스노보드       |   |   |   |   | 1  | 1  | 2  | 1  | 2  | 1  | 1  |    |    | 2  |    |    |    |     |     | 11             |
| 스켈레톤       | 스켈레톤       |   |   |   |   |    |    |    |    |    | 1  | 1  |    |    |    |    |    |    |     |     | 2              |
| 스키점프       | 스키점프       |   |   |   | 1 | 1  | 1  |    |    |    |    | 1  |    | 1  |    |    |    |    |     |     | 5              |
| 스피드스케이팅 | 스피드스케이팅 |   |   |   | 1 | 1  | 1  | 1  |    | 1  | 1  | 1  | 1  |    | 2  |    | 1  | 1  | 2   |     | 14             |
| 아이스하키     | 아이스하키     |   |   |   |   |    |    |    |    |    |    |    |    |    |    |    | 1  |    |     | 1   | 2              |
| 알파인스키     | 알파인스키     |   |   |   |   | 1  | 1  | 1  | 1  | 1  | 1  |    | 1  |    | 1  | 1  | 1  |    | 1   |     | 11             |
| 컬링           | 컬링           |   |   |   |   |    |    | 1  |    |    |    |    |    |    |    |    |    |    | 1   | 1   | 3              |
| 크로스컨트리   | 크로스컨트리   |   |   |   | 1 | 1  |    | 2  |    | 1  | 1  | 1  | 1  |    |    | 2  |    |    | 1   | 1   | 12             |
| 프리스타일     | 프리스타일     |   |   |   | 1 | 1  |    | 1  | 1  | 1  |    |    |    | 2  | 1  | 1  | 1  | 2  | 1   |     | 13             |
| 피겨스케이팅   | 피겨스케이팅   |   |   |   |   |    | 1  |    |    | 1  |    |    |    | 1  |    |    | 1  |    | 1   |     | 5              |
| 일별 메달 수   | 일별 메달 수   | 0 | 0 | 0 | 6 | 7  | 8  | 10 | 6  | 8  | 7  | 6  | 7  | 5  | 9  | 7  | 6  | 4  | 9   | 4   | 109            |
| 누적 합계      | 누적 합계      | 0 | 0 | 0 | 6 | 13 | 21 | 31 | 37 | 45 | 52 | 58 | 65 | 70 | 79 | 86 | 92 | 96 | 105 | 109 | 109            |
| 2022년 2월     | 2022년 2월     | 2 | 3 | 4 | 5 | 6  | 7  | 8  | 9  | 10 | 11 | 12 | 13 | 14 | 15 | 16 | 17 | 18 | 19  | 20  | 총 메달 수     |

## 메달 집계
최종 집계
| 순위 | 국가           | 금메달 | 은메달 | 동메달 | 합계 |
| ---- | -------------- | ------ | ------ | ------ | ---- |
| 1    | 노르웨이       | 16     | 8      | 13     | 37   |
| 2    | 독일           | 12     | 10     | 5      | 27   |
| 3    | 미국           | 9      | 9      | 7      | 25   |
| 4    | 중국           | 9      | 4      | 2      | 15   |
| 5    | 스웨덴         | 8      | 5      | 5      | 18   |
| 6    | 네덜란드       | 8      | 5      | 4      | 17   |
| 7    | 오스트리아     | 7      | 7      | 4      | 18   |
| 8    | 스위스         | 7      | 2      | 6      | 15   |
| 9    | ROC            | 5      | 12     | 15     | 32   |
| 10   | 프랑스         | 5      | 7      | 2      | 14   |
| 11   | 캐나다         | 4      | 8      | 14     | 26   |
| 12   | 일본           | 3      | 7      | 8      | 18   |
| 13   | 이탈리아       | 2      | 7      | 8      | 17   |
| 14   | 대한민국       | 2      | 5      | 2      | 9    |
| 15   | 슬로베니아     | 2      | 3      | 2      | 7    |
| 16   | 핀란드         | 2      | 2      | 4      | 8    |
| 17   | 뉴질랜드       | 2      | 1      | 0      | 3    |
| 18   | 오스트레일리아 | 1      | 2      | 1      | 4    |
| 19   | 영국           | 1      | 1      | 0      | 2    |
| 20   | 헝가리         | 1      | 0      | 2      | 3    |
| 21   | 벨기에         | 1      | 0      | 1      | 2    |
| 22   | 슬로바키아     | 1      | 0      | 1      | 2    |
| 23   | 체코           | 1      | 0      | 1      | 2    |
| 24   | 벨라루스       | 0      | 2      | 0      | 2    |
| 25   | 스페인         | 0      | 1      | 0      | 1    |
| 26   | 우크라이나     | 0      | 1      | 0      | 1    |
| 27   | 라트비아       | 0      | 0      | 1      | 1    |
| 28   | 에스토니아     | 0      | 0      | 1      | 1    |
| 29   | 폴란드         | 0      | 0      | 1      | 1    |

## 관련 논란
2022년 동계 올림픽은 이전의 동계 올림픽과 달리 상대적으로 논란의 여지가 많았던 대회였다. 대표적인 논란으로 정치 및 외교적인 논란, 안전 논란 , 환경•빙질 논란 , 판정 논란 등이 대표적이다

## 마케팅

### 엠블럼
대회 공식 엠블럼은 2017년 12월 15일에 베이징 국가수영센터에서 공개되었다. 한자로 겨울을 뜻하는 '冬'(동), 겨울에 내리는 눈, 리본을 모티브로 제작되었는데 상단부는 스키 선수를, 하단부는 빙상 선수를 의미한다. 2014년 난징 하계 청소년 올림픽 공식 엠블럼을 제작한 디자이너인 린췬전이 엠블럼 제작을 맡았다.

### 슬로건
대회 공식 슬로건은 함께 미래로(중국어: 一起向未来, 병음: Yìqǐ Xiàng Wèilái, 영어: Together for a Shared Future)이다. 2021년 9월 17일에 공개되었다.

### 마스코트
얼음옷을 입고 있는 대왕판다를 형상화한 '빙둔둔'(氷墩墩)이다. 차오쉐가 디자인을 맡았으며 2019년 9월 17일에 공개되었다. 빙둔둔은 올림픽 정신, 얼음, 금, 심장, 겨울 스포츠, 대왕판다의 이미지를 결합한 것이 특징이다.

### 후원 업체와 광고

#### 후원사
| 2022년 동계 올림픽 후원사 |
| --- |
| 전세계 올림픽 파트너 - 알리바바 그룹(알리페이) - 아토스 - 브리지스톤 - 코카콜라 - 다우 케미컬 - 제네럴 일렉트릭 - 인텔 - 오메가 - 파나소닉 - 프록터 & 갬블 - 삼성전자 - 토요타 자동차 - 비자 카드 |
| 공식 파트너 - 중국국제항공 - 안타 체육 - 중국은행 - 중국석유화공 - 차이나 유니콤 - 서우강 집단 - 중국 석유 천연 가스 공사 - 국가전망 - 이리 그룹                                                  |
| 공식 스폰서 - 베이징 옌징 맥주 - 진룽위 - 순신 농업 - 칭다오 맥주 |

## 방송
- 대한민국 - KBS 1TV, KBS 2TV, KBS NEWS D, MBC TV, MBC 뉴스 NOW, SBS TV, SBS 모바일 24
- 오스트레일리아 - Seven Network
- 캄보디아 - TVRK
- 홍콩 - TVB
- 유럽 - 스포츠 파이브
- 미국 - NBC
- 캐나다 - CBC, CTV
- 이탈리아 - 스카이 이탈리아
- 영국 - BBC
- 독일 - ARD, ZDF
- 스페인 - TVE
- 노르웨이 - TV 2
- 스웨덴 - MTG
- 프랑스 - TF1, FR2, FR3
- 인도네시아 - TVRI
- 브라질 - 헤지 글로부, 헤지 벤데이란트, 헤지 레콘드
- 필리핀 - ABS-CBN
- 러시아 - C1R, VGTRK, NTV Plus
- 튀르키예 - FOX
- 스위스 - SRG SSG
- 우크라이나 - UA:PBC
- 태국 - TPT
- 베트남 - VTV
- 일본 - NHK, TBS, TV 도쿄, 닛폰 TV, 후지 TV, TV 아사히
- 조선민주주의인민공화국 - 조선중앙방송위원회
- 중화인민공화국 - CCTV
- 중화민국 - CTV, CTS, TTV

## 같이 보기
- 2022년 동계 패럴림픽
- 2008년 하계 올림픽